# エドワード・ダイヴァース

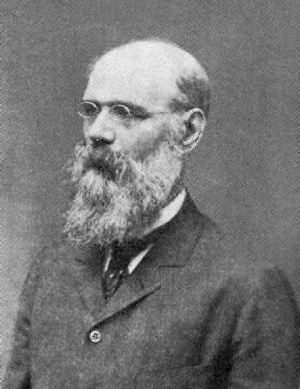
エドワード・ダイヴァース

エドワード・ダイヴァース（Edward Divers、1837年11月27日 - 1912年4月8日）は、明治時代にお雇い外国人として来日したイギリスの化学者である。姓はダイバーズ、ダイバース、ダイヴァーズなどとも表記される。

## 経歴・人物

### 来日前
ロンドンのケンジントン出身。幼少時に眼病を患い、低視力になる。王立化学学校でドイツ人のアウグスト・ヴィルヘルム・フォン・ホフマンとウィリアム・クルックスの教え子となり、同じ化学者であったウィリアム・パーキンらと共に化学を学ぶ。卒業後、アイルランドに移住し、首都ダブリンにあるクイーンズ・カレッジで化学の教鞭を執った。また同時期に炭酸アンモニウムや亜硝酸塩の研究に携わった。この業績により、1860年同学校の医学博士を取得した。1866年に再度バーミンガムに移住しミドルセックス病院付属学校で法医学の教鞭を執った。
1871年に亜硝酸塩とナトリウムアマルガムとの反応により次亜硝酸塩を合成・発見。

### 日本での活動
1873年（明治6年）に日本政府により来日した。工部省に雇われ、当時滞日していた同じ化学者で同郷のヘンリー・ダイアーの助手となり、文部省工学寮及び工部大学校（現在の東京大学工学部）で無機化学の教鞭を執り、研究を行った。1882年（明治15年）には同年帰国したダイアの後継者となり同学校の教頭に就任した。滞日中の1884年（明治17年）に実験の最中で、オキシ塩化リン入りの瓶が爆発する事故に巻き込まれ、右目を負傷し、失明寸前に陥るといった不運があった。また、門下には高峰譲吉、河喜多能達、垪和為昌、清水銕吉らがおり著名な学者を輩出した。この業績により1898年（明治31年）明治天皇から勲二等を授与された。

### 帰国後
1899年（明治32年）に任期満了となり、帰国した。帰国時に化学の近代化に貢献したことにより、東京帝国大学の名誉教授に採用された。帰国後はイギリス工業化学会の副会長及び会長を務める等、母国においても化学の研究に携わった。1912年死去した。なお、死去した際に教授を務めた東京帝国大学でダイヴァースの訃報を受けて、追悼会が催された。同時に同大学の化学室に彼の胸像が建てられた。